# Claudio Rama Vitale
Claudio Rama Vitale (Montevideo, 1954) es un ensayista, economista y profesor uruguayo, especializado en temas de gestión y políticas de educación superior de América Latina. Es también un coleccionista de máscaras etnográficas latinoamericanas con más de 900 piezas y un artista plástico. Sus padres son el intelectual uruguayo Ángel Rama (1926 - 1983) y la poetisa uruguaya Ida Vitale (1923), Premio Cervantes (2018).

## Trayectoria
Durante la dictadura uruguaya entre 1975 y 1985 residió en Venezuela, y se formó trabajando en el Centro de Estudios del Desarrollo (CENDES) de la Universidad Central de Venezuela, en donde se graduó de economista. Fue representante estudiantil en el Consejo de Escuela y en el Claustro de Facultad. Como egresado fue miembro electo en el Colegio de Economistas del Distrito Federal y Estado Miranda. Ingresó como profesor de la Universidad Central de Venezuela en el CENDES en 1982 y permaneció hasta su renuncia en 1985 para regresar a su país. De regreso a Uruguay al terminar la dictadura militar se incorporó como profesor de la Universidad de la República del Uruguay desde 1986 hasta 1994 y de la Universidad de la Empresa del Uruguay desde 1994 al 2000.  
Fue activo miembro del Partido Colorado habiendo fundado y dirigido la revista Reflexiones del Batllismo y Argumentos. Es designado por el Gobierno de Julio María Sanguinetti como Director del Instituto Nacional del Libro (1987 - 1990) y Vicepresidente del SODRE desde 1995 al 2000. Fue también Director i. del Sistema Nacional de Televisión en el 2000. Fue codirector de la Maestría de Políticas Culturales de la Universidad de Palermo (Argentina) donde tenía a su cargo la Cátedra de Economía de la Cultura. Entre 2001 y 2006 asume en Venezuela, como Director del Instituto Internacional para la Educación Superior para América Latina y el Caribe (IESALC) de la UNESCO como resultado de un concurso internacional. Desde el 2006 se instala en Argentina. Asume además como Director del Observatorio de la Educación Virtual de América Latina y el Caribe de Virtual Educa. Realizó largas visitas académicas y de estudio en México (Universidad Nacional Autónoma de México, UNAM y en la Benemérita Universidad Autónoma de Puebla, BUAP), Puerto Rico (Universidad de Puerto Rico, UPR), Argentina (UNTREF) y en Curitiba, Brasil en la Pontificia Universidad Católica de Paraná (PUCPR).  
Desde fines del 2009 se reinstaló en Uruguay como investigador del Programa de Maestría y Doctorado en Educación de la UDE. Es miembro categorizado Nivel II del Sistema Nacional de Investigadores (SNI) de la ANII. En el 2010 asumió como Decano de la Facultad de Ciencias Empresariales de la [Universidad de la Empresa](UDE). En 2015 renuncia al decanato y asumió la Dirección del Centro de Estudios sobre la Educación Superior y sociedad del Cobocimiento. Fue Rector del Instituto de Altos Estudios Nacionales (IAEN) la universidad de posgrado de Ecuador por designación del Presidente Rafael Correa a propuesta de una terna del Consejo Académico de la institución. Por varios años fue Consejero Académico de la Red de Universidades ILUMNO. Ha sido asesor estable de la Universidad Nacional Abierta y a Distancia (UNAD) de Colombia, y desde 2023 funge como Canciller para América Latina. En el 2020 asumió la Dirección Académica de la Universidad de la Empresa (UDE) hasta diciembre del 2023 cuando renunció. Desde el primero de abril de 2024, como resultado de un Concurso abierto, es Director del IPES (Instituto de Perfeccionamiento y Estudios Superiores) del Consejo de Formación en Educación (CFE) de la Administración Nacional de Educación Públiuca (ANEP) del Uruguay.  Mantiene desde hace varios años una columna periódica en el Diario La R sobre temas educativos.  
Recibió en 1999 el Premio Anual de Literatura del Uruguay (Primer premio; Categoría Ciencias Sociales y Jurídicas) por la obra Las industrias culturales en la globalización digital, en el 2008 Premio Anual de Literatura del Uruguay (Premio único, Ensayo de Filosofía, Lingüística y Ciencias de la Educación) por la obra La universidad latinoamericana en la encrucijada de sus tendencias que ha tenido 5 reediciones en distintos países y en el 2016 la mención en educación del Premio Nacional de Literatura del Uruguay por el libro "La reforma de la educación superior en Uruguay".
Su trabajo académico se centra en la educación superior y se soporta en un enfoque comparativo regional a nivel de América Latina y el Caribe; mediante un análisis interdisciplinario desde varios campos analíticos (educación, economía, derecho, propiedad intelectual, historia, tecnologías de la comunicación y la información). El centro de sus investigaciones se localizan en las interrelaciones entre los cambios sociales y las múltiples transformaciones de la educación en América Latina en las diversas áreas de la educación superior. Ha sido considerado como un "universitólogo" especializado en la dinámica y el funcionamiento de las universidades y de los sistemas universitarios de América Latina y el Caribe.

## Formación
Ha obtenido 12 certificaciones de estudios universitarios concluidos en distintos paìses de la región. 
Economista (Universidad Central de Venezuela, 1982), Especialista en Marketing (Universidad Católica Dámaso Antonio Larrañaga, Uruguay, 1993); Especialista en Telemática e Informática de la Educación a Distancia (Universidad Nacional Abierta, Venezuela, 2008); Maestría en Administración Educativa (Universidad José María Vargas, Venezuela, 2003); Doctor en Ciencias de la Educación (Universidad Nacional Experimental Simón Rodríguez, Venezuela, 2006) y Doctor en Derecho (Universidad de Buenos Aires, Argentina, 2009). Ha realizado cuatro postdoctorados:   Centro de Postgrados. Universidad Nacional Experimental Simón Rodríguez (Venezuela, 2009 –  2010); Programa de Pós-graduacao en Educacao. Facultade de Educacao. Universidad Estadual de Campinas. SP, Brasil (2009 – 2010),  Programa de Pós-Graduacao, Universidade Federal Fluminense, Niteroi, Brasil,(2011-2012) y Programa de Posdoctorado, Facultad de Derecho, Universidad de Buenos Aires (UBA), (2013 - 2015).
Recibió 7 distinciones como doctor honoris causa por diversas universidades: Universidad Nacional Mayor de San Marcos, UNMSM, del Perú (2007), Universidad Católica Los Ángeles de Chimbote (ULADECH) del Perú (2012), Universidad Inca Garcilaso de la Vega (UIGV) del Perú, (2012), 
Universidad Ricardo Palma del Perú (2015), Universidad Nacional Federico Villarreal (UNFV), (2016) del Perú, Universidad Interamericana de Educación a Distancia de Panamá (UNIEDPA) de Panamá (2016) y Universidad Nacional Abierta y a Distancia (UNAD) de Colombia (2017). También recibió la condecoración en Mérito a la calidad de la educación superior del CONEA, Ecuador (2006), y la Orden de la Universidad Central de Venezuela (2006).